# سیمین (فیلم)
سیمین فیلمی سینمایی ساخته مرتضی آتش زمزم محصول سال ۱۳۹۷ ایران است.
فیلم سینمایی «سیمین» به عنوان فیلم افتتاحیه سی و یکمین جشنواره بین‌المللی کودک و نوجوان اصفهان در سال ۱۳۹۷ انتخاب شد.

## خلاصه
در پی خشک شدن رودخانهٔ زاینده‌رود، چاه‌ها و قنات‌های روستاهای همجوار آن نیز کم‌کم‌رو به بی‌آبی رفته‌اند. زمین‌های کشاورزی حاصلخیزی خود را از دست داده و روستاها به تدریج خالی از سکنه شده‌اند. بیش‌تر ساکنان آن به شهرهای اطراف مهاجرت کرده و تنها افراد سالخورده در روستاها باقی مانده‌اند.
معدود افرادی که در روستاها باقی مانده‌اند، ناامید از یافتن آب به دنبال شغلی دیگر رفته‌اند. عدهٔ کمی که امیدوارتر هستند، هنوز در دل قنات‌ها به جستجوی آب می‌پردازند.

## بازیگران
- محمد رضا هدایتی
- لاله اسکندری
- محمد فیلی
- جمشید صدری
- سپیده مظاهری
- امیر عباس رضایی